# 亞當鳥
亞當鳥（華武壟語：Adam），是臺灣華武壟族用於鳥占的占卜鳥。

## 特徵
亞當鳥略小於麻雀，色彩豐富，長尾巴:07。

## 概要
華武壟族視亞當鳥為傳遞海伯（Haibos）神諭的鳥，因此會藉由這此鳥預測吉凶，若啼叫單次數，如一、三、五，便表示著表示成功與好運；反之，若啼叫聲為雙次數，則將會遭遇失敗與厄運。